# La Cagliostro se venge
La Cagliostro se venge est un roman policier écrit par Maurice Leblanc, mettant en scène Arsène Lupin. C'est la suite du roman La Comtesse de Cagliostro. Le roman paraît chez Pierre Lafitte en juillet 1935.
Le roman fut initialement publié en feuilletons du 21 juillet 1934 au 23 août 1934, dans les colonnes du quotidien Le Journal.

## Résumé
En 1924, Arsène Lupin tombe dans un piège organisé par Joséphine Balsamo avant sa mort. Il rencontre enfin son fils Jean, désormais appelé Félicien Charles, qui se trouve tout d’abord accusé d’un meurtre qu’il n’a pas commis, puis opposé à son père sous l’influence d’anciens complices de la comtesse de Cagliostro.

## Annonces
Pour préparer la parution du roman-feuilleton, Le Journal avait publié une série d'annonces pour rappeler la filiation entre cet ouvrage et le précédent.

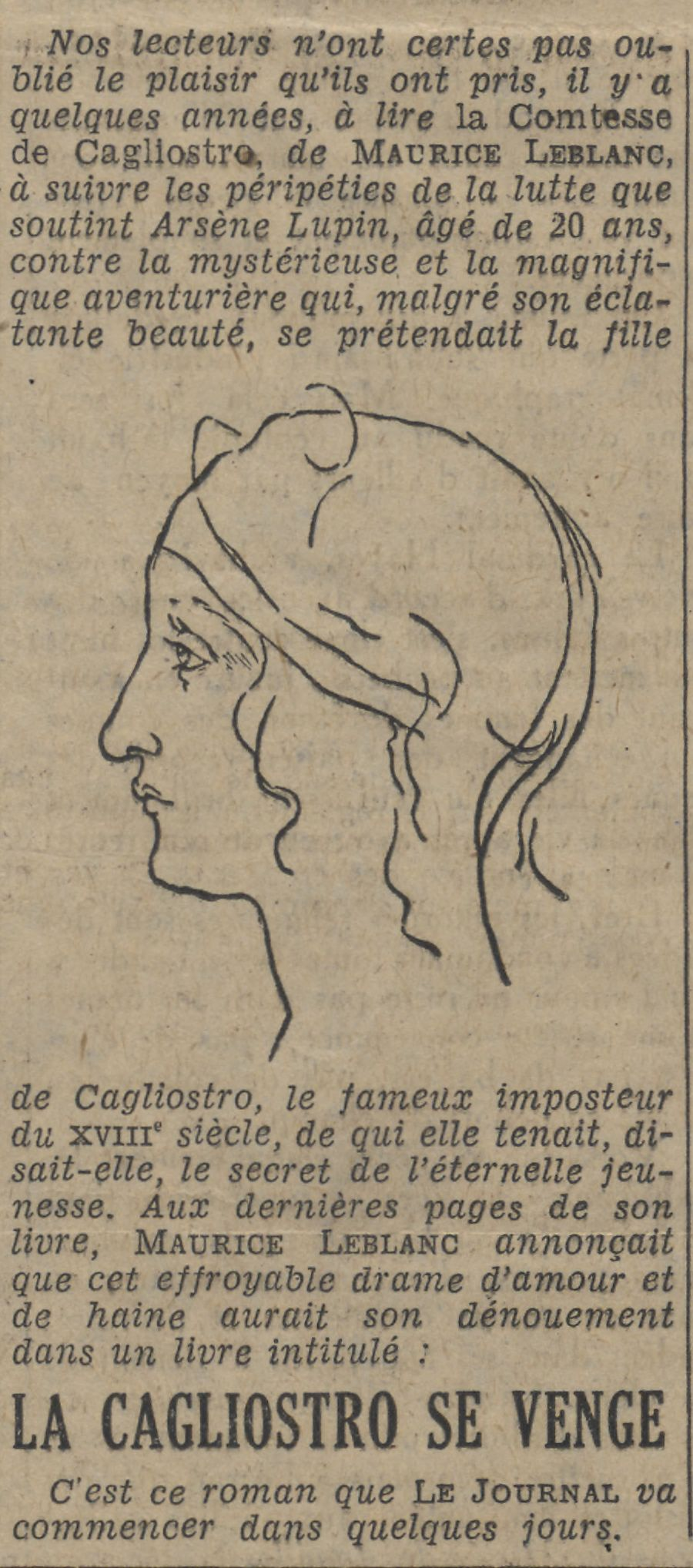
15 juillet 1934
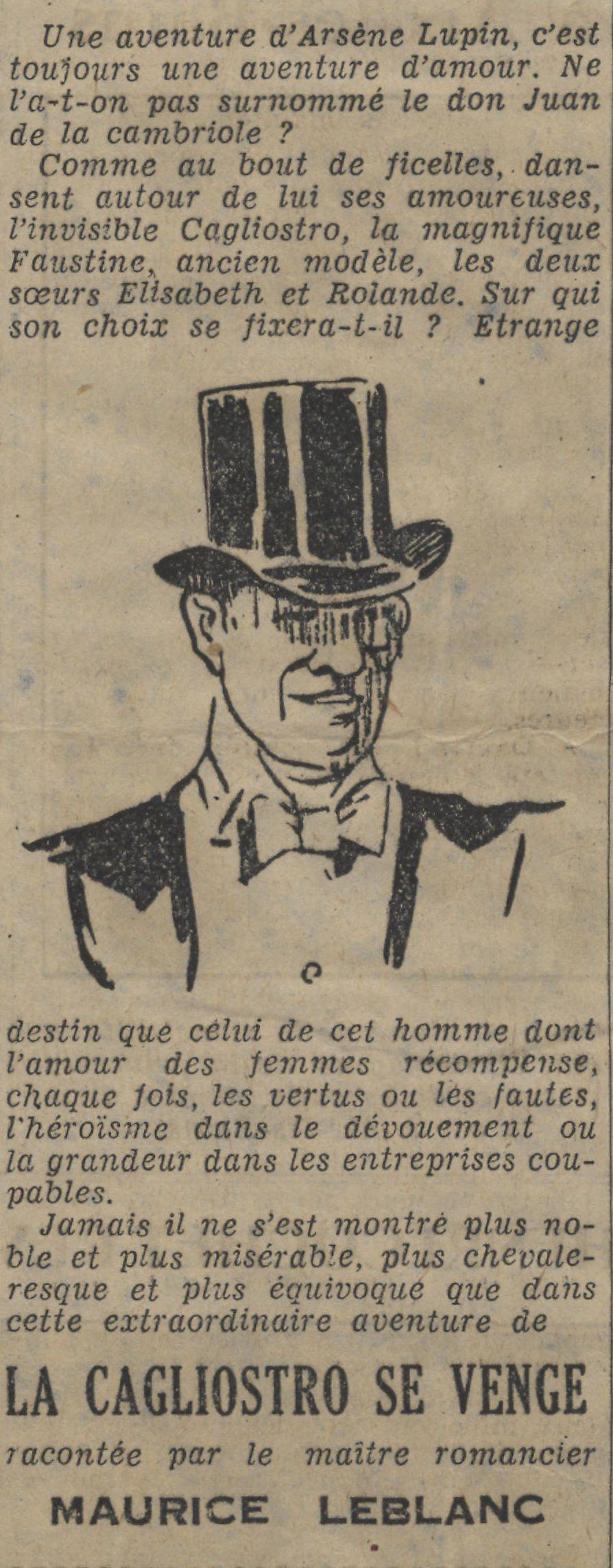
17 juillet 1934
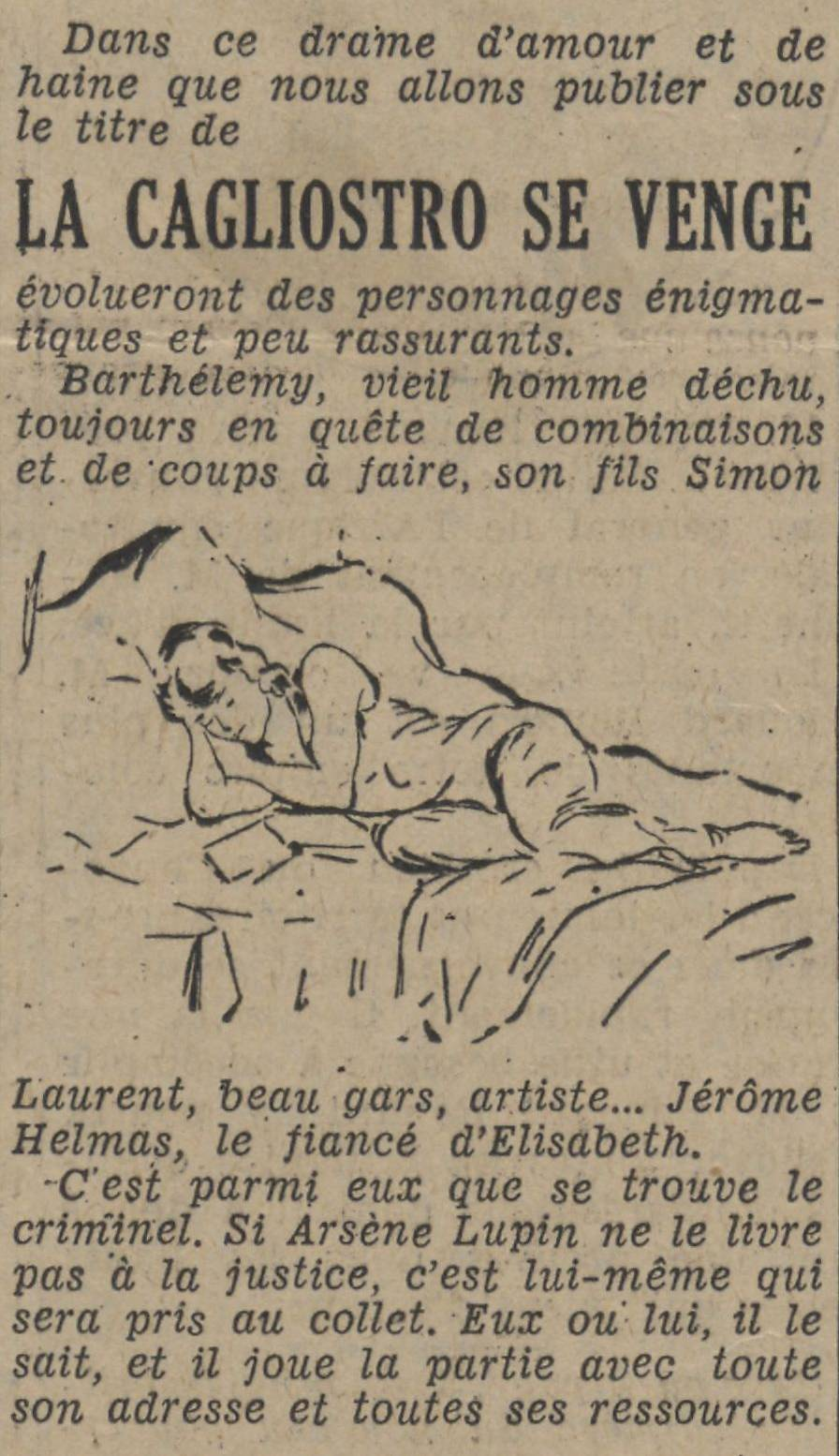
18 juillet 1934
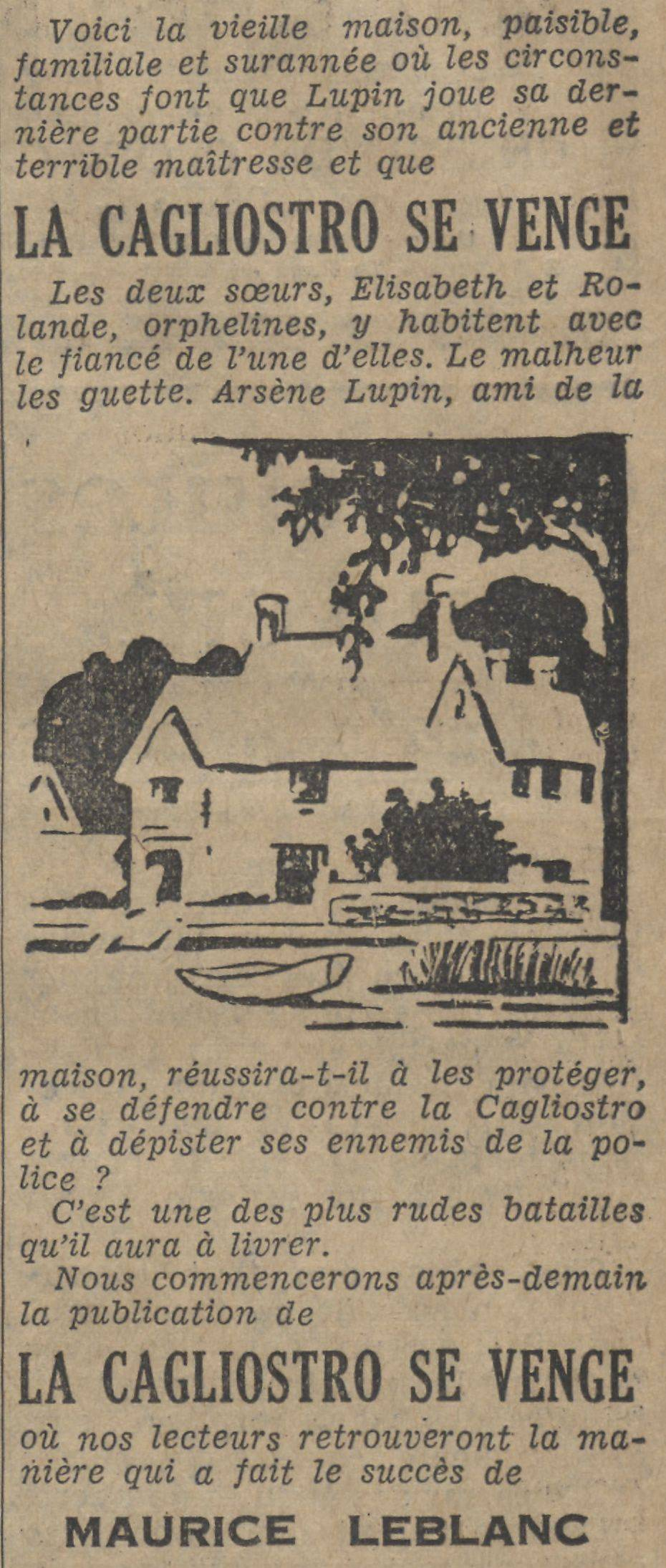
19 juillet 1934
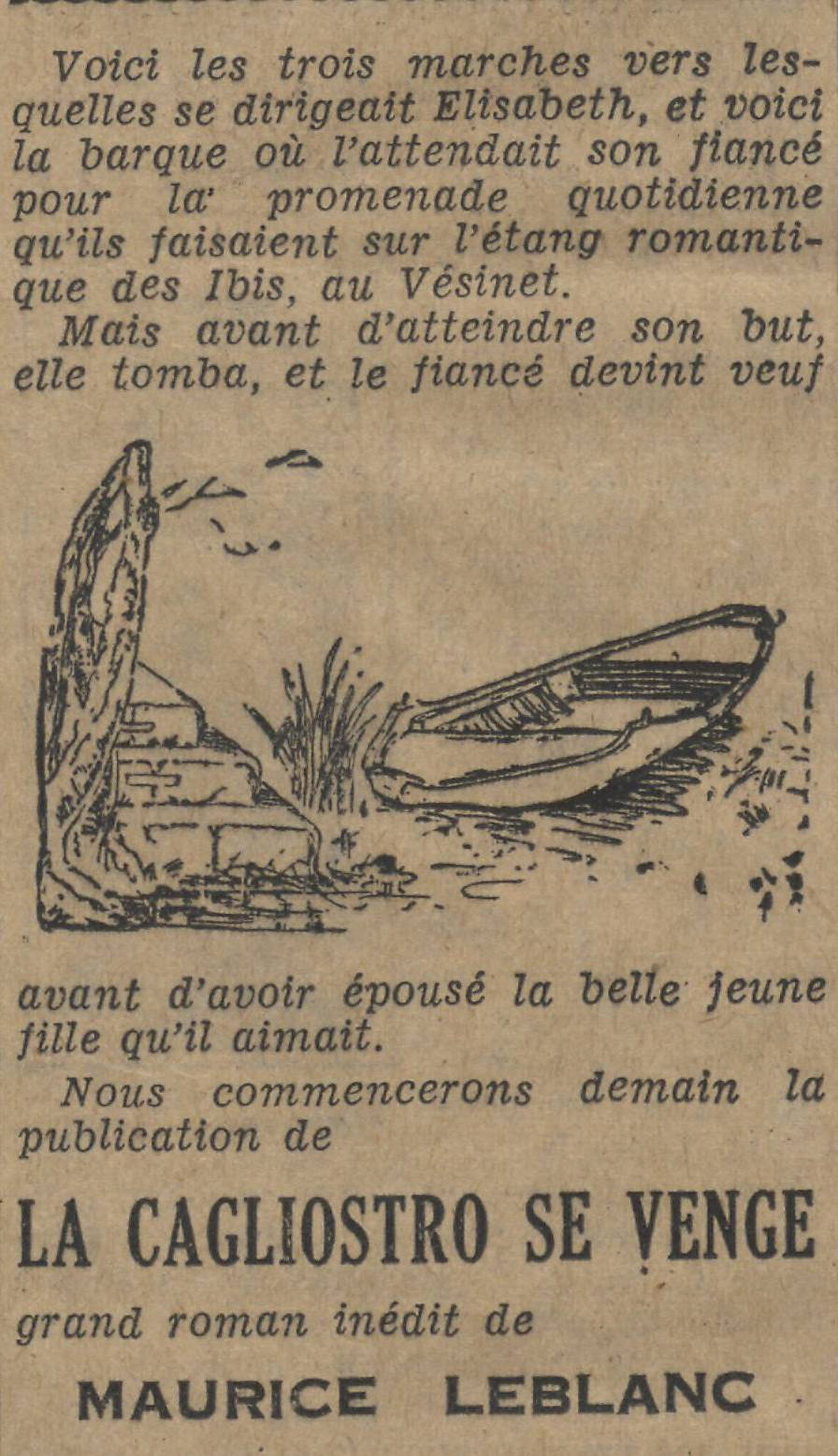
20 juillet 1934